# 景観地区
景観地区（けいかんちく）とは、景観法により規定される、都市計画法上の地域地区である。2005年（平成17年）の景観法施行に伴い、都市計画法の地域地区であった美観地区は廃止され、景観地区に移行された。都市計画区域及び準都市計画区域内では景観地区を設定することができる。条例を制定することで、その他の地域でも準景観地区を設定することができる。

## 概要
景観地区は市街地の良好な景観の形成を図るために定められる。景観地区に定められた地区では市町村が強制力を持って建築物の形態や規模を規制することができ、従わない場合は工事停止、是正命令、及び罰則が与えられる。
景観地区内の建築物の形態意匠は、都市計画に定められた建築物の形態意匠の制限に適合するものでなければならない。
景観地区内で建築等を行うためには、形態意匠の制限に適合することについて、市町村長の認定を受ける必要がある。
従来の美観地区が、これまでの良好な景観を維持する目的であったのに対し、景観地区では、これからの良好な景観の形成を図るため設定することができるのが大きな違いである。条例等で景観地区を美観地区と呼ぶことで、美観地区という呼称が残る場合もある。2013年1月時点で、全国で景観地区が36地区、準景観地区が3地区指定されている。

## 景観地区内で定める事項

### 必須事項
- 建築物の形態意匠の制限

### 選択事項
- 建築物の高さの最高限度または最低限度
- 敷地面積の最低限度
- 壁面の位置の制限

## 景観地区の一覧
平成25年1月1日時点で、景観地区36地区、準景観地区3地区が指定されている。

### 景観地区
- ヒラフ高原景観地区（北海道虻田郡倶知安町） - 2008年3月7日指定
- ニセコアンヌプリ・モイワ山山麓地区景観地区（北海道虻田郡ニセコ町） - 2009年5月18日指定
- 大慈寺地区（岩手県盛岡市） - 2012年8月24日指定
- 平泉町景観地区（岩手県西磐井郡平泉町） - 2009年4月1日指定
- 定禅寺通景観地区（宮城県仙台市） - 2011年12月16日指定
- 宮城野通景観地区（宮城県仙台市） - 2011年12月16日指定
- 一之江境川親水公園沿線景観地区（東京都江戸川区） - 2006年12月26日指定
- 古川親水公園沿線景観地区（東京都江戸川区） - 2011年12月29日指定
- 江の島地区（神奈川県藤沢市） - 2007年4月1日指定
- 湘南C-X地区（神奈川県藤沢市） - 2007年4月1日指定
- 鎌倉景観地区（神奈川県鎌倉市） - 2008年3月1日指定
- 北鎌倉景観地区（神奈川県鎌倉市） - 2008年3月1日指定
- 沼津市アーケード街美観地区（静岡県沼津市） - 1953年4月7日指定（美観地区）
- 熱海市東海岸町景観地区（静岡県熱海市） - 2007年12月28日指定
- グリーンランド柄山景観地区（岐阜県各務原市） - 2008年4月1日指定
- テクノプラザ景観地区（岐阜県各務原市） - 2007年3月31日指定
- 内宮おはらい町地区（三重県伊勢市） - 2009年10月1日指定
- 山ろく型美観地区（京都府京都市） - 2007年9月1日指定
- 山並み背景型美観地区（京都府京都市） - 2007年9月1日指定
- 岸辺型美観地区（京都府京都市） - 2007年9月1日指定
- 旧市街地型美観地区（京都府京都市） - 2007年9月1日指定
- 歴史遺産型美観地区（京都府京都市） - 2007年9月1日指定
- 沿道型美観地区（京都府京都市） - 2007年9月1日指定
- 市街地型美観形成地区（京都府京都市） - 2007年9月1日指定
- 沿道型美観形成地区（京都府京都市） - 2007年9月1日指定
- 芦屋景観地区（兵庫県芦屋市） - 2009年7月1日指定
- 芦屋川南特別景観地区（兵庫県芦屋市） - 2010年11月1日指定
- 高野山景観地区（和歌山県伊都郡高野町） - 2009年3月9日指定
- 倉敷市美観地区（岡山県倉敷市） - 2005年6月1日指定
- 塩見縄手地区（島根県松江市） - 2007年4月1日指定
- 尾道市景観地区（広島県尾道市） - 2007年4月1日指定
- 大分城址公園周辺地区（大分県大分市） - 2008年7月1日指定
- 西大分港周辺地区（大分県大分市） - 2011年4月1日指定
- 観音堂地区（沖縄県石垣市） - 2007年12月7日指定
- 川平地域景観地区（沖縄県石垣市） - 2010年3月12日指定
- 獅子森景観地区（沖縄県石垣市） - 2011年2月1日指定

### 準景観地区
- 平泉町準景観地区（岩手県西磐井郡平泉町） - 2008年12月25日指定
- 町石道周辺準景観地区（和歌山県伊都郡高野町） - 2009年3月9日指定
- 小辺路周辺準景観地区（和歌山県伊都郡高野町） - 2009年3月9日指定